# مشتاق علی شاه
مشتاق علیشاه (وفات: ۱۲۰۶ هـ. ق) نامش میرزا محمد تربتی، اصلش از تربت حیدریه و مولدش اصفهان بوده است و به مشتاق علیشاه ملقب بود. او از چهره‌های عرفان و تصوف و هنر به‌شمار می‌رود.
مشتاق سیم چهارمی را به سه‌تار افزود. سومین سیم سه‌تار از پایین (سیم مشتاق یا زنگ) از یادگارهای اوست. مشتاق علیشاه در ۲۷ رمضان سال ۱۲۰۶ هجری قمری، پس از خواندن نماز مغرب و عشاء به هنگام خروج از مسجد جامع کرمان، به جرم آن‌که قرآن را با نوای سه‌تار می‌خواند به فتوای امام جماعت مسجد همراه با یکی از ارادتمندانش به نام درویش جعفر سنگسار و کشته شد. بدن او و درویش جعفر را در کنار مقبره میرزا حسین خان راینی از حاکمان کرمان در دوران زندیه دفن کردند. مدفن وی در میدان مشتاقیه کرمان، معروف به گنبد مشتاقیه یا سه گنبدان است.